# Urphar-Dertinger Hügelland
Als Urphar-Dertinger Hügelland wird ein Teil des Naturraums Marktheidenfelder Platte in Baden-Württemberg bezeichnet, in dessen Gebiet sich die namengebenden Orte Urphar und Dertingen befinden. Bei Urphar nahe Wertheim hat die Marktheidenfelder Platte ihren südwestlichsten Punkt. Das Urphar-Dertinger Hügelland ist als naturräumliche Teileinheit Nr. 132.03 der Haupteinheitengruppe Mainfränkische Platten (Haupteinheit 13) eine von vier Untergliederungseinheiten der namenlosen naturräumlichen Einheit 132.0 in zweiter Nachkommastelle. Die anderen Untergliederungseinheiten der naturräumlichen Einheit 132.0 sind die Karlstadt-Birkenfelder Kalklößplatten (Nr. 132.00), die Eisinger Höhe (Nr. 132.01) und die Roden-Waldzeller Rötflächen (Nr. 132.02).

## Naturräumliche Zuordnung
Das Urphar-Dertinger Hügelland ist in folgender Weise der Haupteinheitengruppe Mainfränkische Platten hierarchisch zugeordnet:
- (zu 13 Mainfränkische Platten)
  - 132 Marktheidenfelder Platte auch (Remlingen-Urspringer Hochfläche)
    - 132.0 Naturräumliche Einheit 132.0 (ohne Namen)
      - 132.00 Karlstadt-Birkenfelder Kalklößplatten
      - 132.01 Eisinger Höhe
      - 132.02 Roden-Waldzeller Rötflächen
      - 132.03 Urphar-Dertinger Hügelland